# UPCP-Métive
L'UPCP-Métive, anciennement Union pour la culture populaire en Poitou-Charentes-Vendée est une association loi de 1901 à but culturel, poitevine et charentaise, créée en 1969 et établie à Parthenay dans la Maison des cultures de pays.

## Description
Cette association a pour but la promotion et la défense des cultures du Poitou et de la Saintonge, notamment par l’étude et la défense de la langue régionale (poitevin-saintongeais,,,,, dans ses variantes le poitevin et le saintongeais), la culture (musique, danse, arts de la parole), l’histoire, la gastronomie, etc.
L’UPCP-Métive rassemble 40 associations : 13 implantées en Deux-Sèvres, 10 en Vendée, six en Charente-Maritime, six dans la Vienne, une en Charente et quatre à vocation régionale.
Elle est actionnaire majoritaire de la maison d’édition, Geste Éditions, qu'elle a créée en 1992. Elle est pôle associé de partage documentaire de la BNF, au sein de la FAMDT (Fédération des associations de musiques et danses traditionnelles). 
Aujourd'hui, l'UPCP-Métive développe quatre secteurs d'activités :
- Mise en réseau des acteurs des cultures populaires,
- Documentation (avec son outil le CERDO) : traitement des fonds inédits, fonds propres ou déposés par leurs auteurs (numérisation, catalogage) et actions de valorisation (expositions, éditions thématiques, consultation en ligne),
- la formation, en partenariat avec les Conservatoires, Universités, écoles, collectivités et organismes de formation,
- la création-diffusion : 
  - Festival de Bouche à Oreille, rencontres et journées thématiques (Métive fait son foin, Journée des langues régionales, Langues en fête, Rencontre des ateliers de musique et danse...)
  - accompagnement d'amateurs et de professionnels.

## Historique
L’UPCP est une union d’associations créée en 1969 par André Pacher, président du groupe « Les Pibolous de la Mothe-Saint-Héray » (Deux-Sèvres) et Michel Valière, responsable de « La Marchoise de Gençay » (Vienne).
Elles avaient toutes pour vocation la valorisation des cultures populaires (habitat, musique, danse, langue, gastronomie, etc.) de l'ex-région Poitou-Charentes (Poitou, Saintonge, Aunis, Angoumois, Charente limousine et périgourdine) et de la Vendée (Bas Poitou). À cette époque, dans différentes régions de France naît un mouvement de lutte contre une uniformisation de la culture et qui milite pour le droit à la diversité culturelle. D’emblée, l’union se donne une vocation régionale puisque sa première dénomination est, dès sa création, « Union Poitou-Charentes pour la Culture populaire ».
Dès son origine, l’UPCP s’inscrit dans le mouvement de l’Éducation populaire. Les associations fondatrices étaient d’ailleurs membres de la Ligue de l’Enseignement (LFEEP).
Les associations adhérentes sont d’abord, principalement, des groupes d’arts et traditions populaires qui se produisent sur scène en costumes traditionnels pour donner à voir et à entendre chants, danses, musique instrumentale, contes du répertoire régional. Mais elles ont également d’autres centres d’intérêt, moins « scéniques » : artisanat, habitat, modes de vie, récits et témoignages oraux, langue régionale, mémoire des conflits mondiaux, lutherie...
En 1971, l'UPCP lance l'Opération Sauvetage des Traditions Orales Paysannes (OSTOP) : des centaines de jeunes vont parcourir les campagnes de la région pour visiter les anciens et notamment ceux de la génération ayant vécu leur jeunesse avant la dramatique rupture de la Première Guerre mondiale.
Son activité a culminé autour de l'année 1976 (décrétée Année romane par le ministère de la Culture et l'UNESCO) où elle rassemblait une bonne cinquantaine d'associations représentant environ 2000 membres.
Entre 1970 et la fin des années 1980, des stages organisés par les associations du réseau réunissaient une à deux fois par an des dizaines de collecteurs en différents terroirs : Cognaçais, Aunis, pays de Matha , de Saintes, Mellois, Thouarsais, Gâtine, bocages bressuirais et vendéen, Mirebalais, Sud-Vienne, Marais poitevin, île de Noirmoutier. Des équipes sillonnaient les villages « armées » de magnétophones à bande ou à cassette, d’appareils-photos et de caméras, voire de simples cahiers, à la rencontre des anciens, pour collecter leurs savoirs transmis oralement de génération en génération. Ainsi fut constitué un fonds considérable d’archives sonores (8000 heures) et audio-visuelles (800 heures). La faiblesse de l’opération résidait dans l’inexpérience et le manque de formation à l’enquête de terrain des jeunes collecteur d’alors (lycéens, étudiants, enseignants, jeunes salariés, sa force dans l’accumulation d’archives. Peu à peu rassemblées, numérisées et décrites ces archives témoignent aujourd'hui de ce précieux patrimoine culturel immatériel.
Au fil du temps, l’UPCP connaîtra plusieurs évolutions. Ainsi à la fin des années 1970, les moyens d’expression se diversifient. Si certaines associations peaufinent et actualisent le spectacle en costumes traditionnels pour en faire de véritables ballets populaires (les Ajhassons de Matha, les Pibolous avec « Le Bal Déterviré » …), d’autres optent pour le cinéma, le théâtre, la photographie, les marionnettes, la littérature, les groupes vocaux, les grands spectacles de plein air à Verruyes (Deux-Sèvres) ou Genouillé (Charente-Maritime) (et plus tard à Cherves et Charroux (Vienne), Montravers, Vitré, Saint-Rémy et Saint-Gelais (Deux-Sèvres), Rouillac, Marcillac-Lanville et Saint-Cybardeaux (Charente)).
Dans les années 1980, certaines associations s’implantent dans leurs propres locaux et deviennent de véritables centres culturels, y développant, en partenariat avec les collectivités locales, la diffusion de spectacles vivants, des ateliers de pratique, des festivals. Dans le même temps l’UPCP s’installe à la Maison des Ruralies (aire de Poitou-Charentes sur l’A10) en partenariat avec les ASF (Autoroutes du Sud de la France), se dote d’une équipe salariée pour animer la maison et le réseau et développe son secteur éditorial : publications sonores et écrites.
Entre 1982 et 1989, elle concourt à l'élaboration d'une graphie normalisée du poitevin-saintongeais ou parlanjhe.
Ils restituent ces savoirs sous la forme de :
- Spectacles de plein air :
  - Les paysans (1970)
  - La Geste paysanne (1974, plan d'eau de Verruyes)
  - Les créations de l'ARCUP (Cerizay, Deux-Sèvres), les Gens de Cherves (Vienne), les Pibolous (La Mothe Saint-Héray, Deux-Sèvres), la Marchoise (Gençay, Vienne), Saut'Palisse (Juillac-le-Coq, Charente)...
- Les Ballets populaires poitevins[9], rassemblant des musiciens, danseurs et chanteurs de différents groupes pour des spectacles vivants d'une grande ambition,
- Une discographie abondante.

De ce vivier, émergeront des créateurs tels que Yannick Jaulin, Jany Rouger, Maurice Pacher et bien d'autres restés dans l'anonymat.
À partir de la fin des années 1980, l’UPCP-Métive se dote d’outils pour développer son projet : 
- 1987 : premier festival de musique "De Bouche à Oreille"[11],[12]
- 1990 : autonomisation du secteur éditorial : Geste Éditions et Geste Scénique
- 1993 : l'UPCP quitte les Ruralies et inaugure la Maison des Cultures de Pays de Parthenay. Elle devient UPCP et “Métive” puis “UPCP-Métive”
- 1994 : création du Centre d’Études, de Recherche et de Documentation sur l’Oralité (CERDO) pour valoriser le fonds documentaire.

Au début des années 1990, l’UPCP prend part à la structuration nationale du secteur des musiques et danses traditionnelles (création de la FAMDT, partenaire du Ministère de la Culture). Le Ministère de la Culture labellise l’UPCP-Métive : Centre de Musique et Danse Traditionnelle en Poitou-Charentes et Vendée.

## Associations adhérentes
L'UPCP-Métive, dont le siège est à la Maison des Cultures de Pays de Parthenay (Deux-Sèvres) est un réseau d'une quarantaine d’associations , dont voici la liste dans la première partie des années 2010 : 
- dans la Vienne : la Marchoise (Gençay), les Virouneux d’O Bourg (Poitiers), Accord d’Hier (Lavoux), Parlanjhe vivant (Bignoux), ASAC (Colombiers), les Gens de Cherves, Écoute voir (Ceaux-en-Loudun), Coutumes et légendes en Pays loudunais (Loudun)[13],
- dans les Deux-Sèvres : Sanguenitou (Chizé), la Jharasserie (La Foye-Monjault), Parlanjhe Vivant (Mougon mais avec une antenne à Poitiers), le foyer rural de Saint-Léger (Saint-Léger-de-la-Martinière), ADL (Aiffres), les Virouneux dau Bief (Saint-Symphorien), Folle Avoine (Niort), la Pastourelle (Soudan), Création et Vivre au Pays (Parthenay), Badegoule (Châtillon-sur-Thouet), Atelier Paroles de Rue (Pougne-Hérisson), ARCUP (Cerizay), la Grande Bande de violons (Terves), les Droles (Bressuire), CPL les Pibolous (Prailles), les Amis du musée d’Airvault, Atelier Danse trad de Taizé[13],
- en Vendée : la Soulére, Arantéle, Écllérzie (toutes les trois à la Roche-sur-Yon), la Pagaïe (L'Île-d'Olonne), le Centre culturel du Talmondais (Talmont-Saint-Hilaire), Vircouet (Longeville-sur-Mer), Acedem, les Cibalous (toutes deux de Champagné-les-Marais), la Maison du Petit Poitou Vendée (Chaillé-les-Marais), Musique trad en Bocage (La Châtaigneraie), le Quadrille vendéen (Fontenay-le-Comte),
- en Charente-Maritime : le foyer rural de Salles-sur-Mer, les Échardrits (Tonnay-Charente), l'Amuse folk angérien (Saint-Jean-d'Angély), Saint-Germain-de-Marencennes (Saint-Germain-de-Marencennes) ;
- en Charente : Tera (Saint-Groux).

## Défense de la langue régionalepoitevine-saintongeaiseet auteurs dans cette langue ayant milité à l'UPCP
Le terme de langue puis celui de parlange ont été progressivement préférés au mot « patois » jugé péjoratif et dévalorisant. Au début des années 1980, prenant conscience que la plupart des associations ne travaillent pas ou peu sur le parlange, des adhérents de plusieurs d’entre elles constituent un atelier régional qui aura vocation à conduire des travaux portant sur la connaissance de la langue (lexique, grammaire) et sa diffusion grâce à l’édition, au spectacle, à l’enseignement, à la présence dans les médias : radio locales alors en plein développement et télévision régionale (l’émission Parlange diffusée sur FR3 Poitou-Charentes). À la même époque se développent des associations adhérentes d’un genre nouveau, à vocation régionale autour d'un thème : l’audio-visuel (Création) l’enseignement (Groupe Kodaly, Parlanjhe os écoles), la langue régionale (Arantèle)…
- Quelques auteurs : Maryvonne Barillot, Freddy Bossy, Jean-Jacques Chevrier, Marie Hélène Coupaye, Ulysse Dubois, Michel Gautier, Liliane Jagueneau, Jean-Loïc Le Quellec, Suzanne Bontems, Yves Rabault, Raymond Servant, Éric Nowak, André Pacher, Vianney Piveteau, Robert Beau, Geneviève Proust Bouffard, Gilbert Tanneau...

## Une démarche de formation et professionnalisation des ethnologues et/ou linguistes amateurs
Un certain nombre de collecteurs bénévoles amateurs, s'engagent dans les années 1980 dans une démarche de formation d'ethnologue et/ou de linguiste, par exemple au Centre Culturel "La Marchoise" (association adhérente à l'UPCP) de Gençay (sud Vienne):
- Jean-Jacques Chevrier, à l'origine ouvrier du bâtiment puis enseignant, rédige un mémoire "Jeux et jouets à base d'éléments végétaux", déposé en 1981 à l'École des hautes études en sciences sociales[14] (qui sera la matière de son ouvrage 47 jouets traditionnels à fabriquer dans la nature, Geste Éditions, 1998,  (ISBN 2-910919-65-X)) devenant diplômé de l’EHESS et titulaire d’un DEA d’ethno-linguistique[15],
- Michel Valière, à l'origine enseignant, commence un travail sur le conte populaire [14], puis devient ethnologue à la Région et à la DRAC de Poitou-Charentes, chargé de mission au Musée national des arts et traditions populaires à Paris, et professeur associé à l’université de Poitiers[16], pour enfin publier son travail : Le conte populaire - Approche socio-anthropologique (Armand Colin, 2006)[17],
- Daniel Bourdu, enseignant, rédige un mémoire "Vie et tensions sociales dans la vicomté de Gençay entre 1692 et 1715" déposé en 1982 à l'École des hautes études en sciences sociales[14],
- Catherine Robert édite un corpus de prières populaires pour l'obtention du diplôme de l'École des hautes études en sciences sociales, et mène des recherches ethnolinguistiques sur le parler de Saint-Romain-en-Charroux pour la maîtrise de sciences du langage[14].

On retrouve la même démarche avec Jacques Chauvin (originaire du nord des Deux-Sèvres), cordonnier, qui conduit entre 1983 et 1988 une étude sur la cordonnerie en Poitou, à l'École des hautes études en sciences sociales (qui sera  matière de son ouvrage "Le sabaron et l'escarpin, chaussures et métiers, Poitou-Vendée, 1880-1960" paru en 1992), devenant ethno-technologue diplômé de l’EHESS, il sera chargé d'étude auprès de l'Institut de Calcéologie, et collaborera au programme de recherche "Savoir-faire et techniques" de la Mission du Patrimoine ethnologique du Ministère de la culture
Et toujours la même démarche avec Jean-Loïc Le Quellec (originaire du sud Vendée et militant dans les années 1980-2000 dans plusieurs associations UPCP de La Roche-sur-Yon : "La Soulère", et "Arantéle") diplômé de l’École pratique des hautes études (paléoécologie du quaternaire) et docteur en anthropologie, ethnologie et préhistoire en 1992, devenu directeur de recherches 2e classe au CNRS.
On trouve une démarche proche de Liliane Jagueneau, (originaire du nord des Deux-Sèvres), enseignante, militante d'une association UPCP (Parlanjhe vivant), qui soutient en 1987 une thèse de linguistique sur les parlers poitevin-saintongeais : Structuration de l'espace linguistique entre Loire et Gironde, Analyse dialectométrique des données de l'Atlas Linguistique et Ethnographique de l'Ouest. Maître de conférences en linguistique française et langues régionales (poitevin-saintongeais et occitan), elle a enseigné à l'Université de Poitiers de 1993 à 2012. Elle a conduit, dans l’équipe de recherche FORELL (Formes et représentations en Linguistique et littérature, EA3816) avec Jean-Léo Léonard le projet « Les Langues et vous : aménagement linguistique « de par en bas » en domaine d’oïl ».